# The Miser's Child
The Miser's Child è un cortometraggio muto del 1910 diretto da Sidney Olcott e interpretato da Alice Joyce (dubbioso). Il film, che uscì nelle sale statunitensi il 23 febbraio 1910, fu prodotto dalla Kalem Company e venne girato in Florida, sul St. John's River.

## Trama
Un avaro muore in seguito a un attacco cardiaco provocatogli dal fatto che la figlia Nell scopre che lui, in realtà, non è un povero vecchio, ma un uomo molto ricco. La ragazza, rimasta orfana, cade nelle grinfie di un paio di truffatori, madre e figlio: la donna ha il progetto di farle sposare suo figlio, così da poter mettere le mani sulla cospicua eredità che le ha lasciato il padre. Per raggiungere i loro fini, i due intercettano le lettere che l'innamorato della ragazza, un marinaio, le spedisce. Ne falsificano una dove lui annuncia alla fidanzata che sta per sposare un'altra donna. Triste e delusa, Nell accetta le nozze: il giorno del matrimonio, però, arriva il marinaio, giusto in tempo per impedire che la cerimonia sia portata a termine.

## Produzione
Il film, che fu prodotto dalla Kalem Company, venne girato nella Contea di St. Johns, in Florida.

### Scene
1. Scena I - The Miser and His Daughter Nell
2. Scena II - One Hour Later
3. Scena III - Nell's Friend, The Fisher Boy Jack
4. Scena IV - Jack Decides to Seek His Fortune
5. Scena V - The Miser's Death
6. Scena VI - The Franklins Plot to Steal Nell's Fortune
7. Scena VII - Franklin's Proposal
8. Scena VIII - The Forged Letter
9. Scena IX - Six Month's Later. Nell Promises to Marry Franklin
10. Scena X - The Interrupted Wedding

## Distribuzione
Distribuito dalla Kalem Company, il film - un cortometraggio di una bobina - uscì nelle sale degli Stati Uniti il 23 febbraio 1910.